# Burg Tenczyn
Die Burg Tenczyn ist eine Burgruine aus dem 14. Jahrhundert beim polnischen Dorf Rudno, etwa 24 km westlich von Krakau, in der Woiwodschaft Kleinpolen.
Die Burg steht auf Felsen, die Reste des Perm-Lavastroms sind. Der Burgberg ist mit 411 m über dem Meeresspiegel die höchste Erhebung in der Garb Tenczyński, im Krakau-Tschenstochauer Jura.

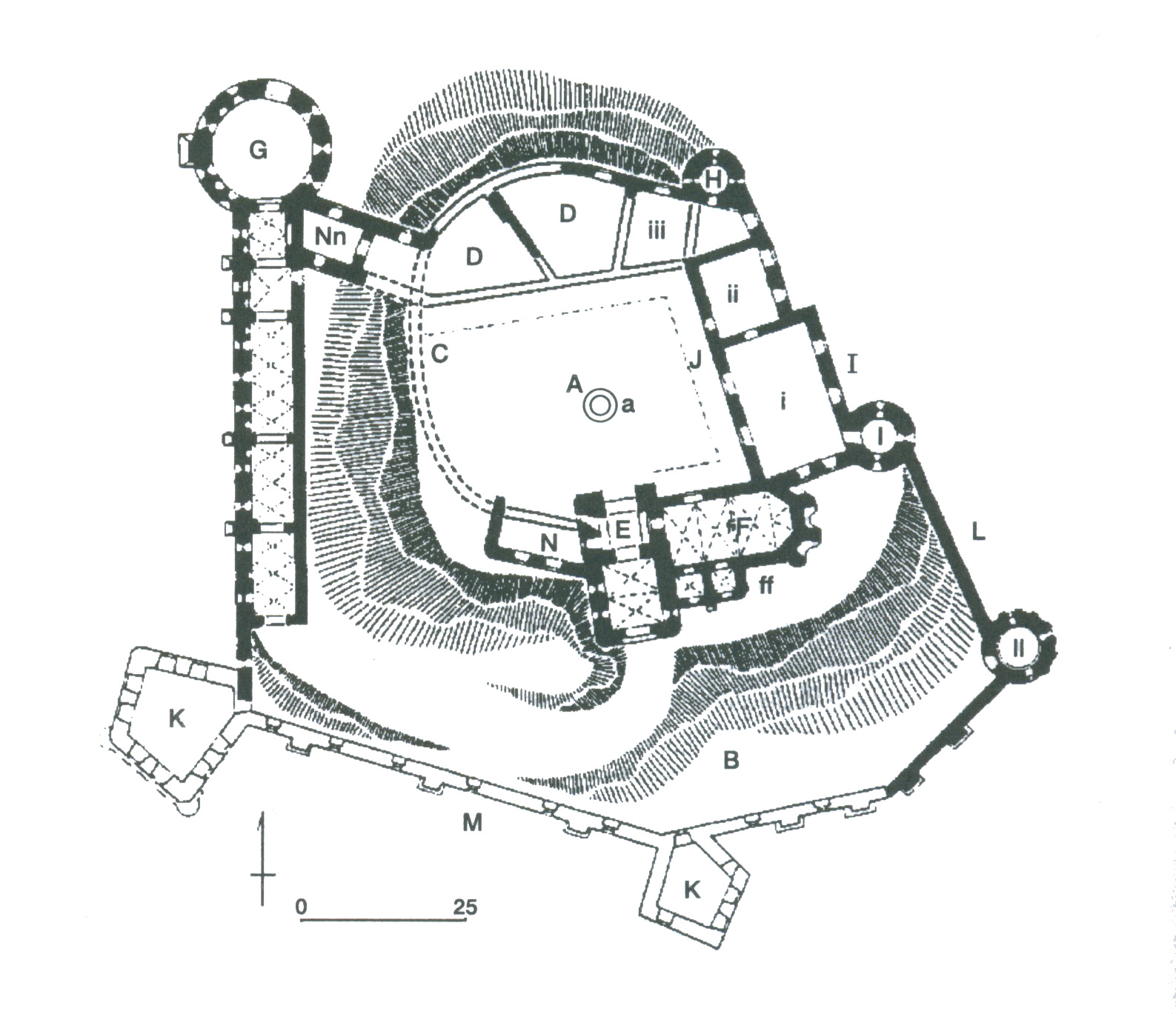
Burg in der Zeit der Schwedischen Sintflut

Im Jahr 1308 wurde der örtliche Wald als Thanczin erwähnt. Im Jahr 1319 baute Nawój von Morawica die erste Burg aus Holz. Sein Sohn, Jędrzej bzw. Andrzej, baute die Burg aus, nahm von ihr den adeligen Nachnamen Tęczyński an und machte die Burg zum Sitz der Familie Tęczyński. Die in der Zeit des Jędrzejs Sohn, Jaśko, erstmals erwähnte Burg wurde zum Amtssitz der Güter, die 45 Orte umfasste, davon 15 in der nahen Umgebung. 1570 wurde sie mit großen Aufwand umgebaut, aber 1655 von Schweden niedergebrannt. Danach wurde die Burg zum großen Teil renoviert, aber nur teilweise bewohnt. In der Mitte des 18. Jahrhunderts verbrannte sie erneut und veränderte sich danach schrittweise zu einer Ruine.